# Ericeira

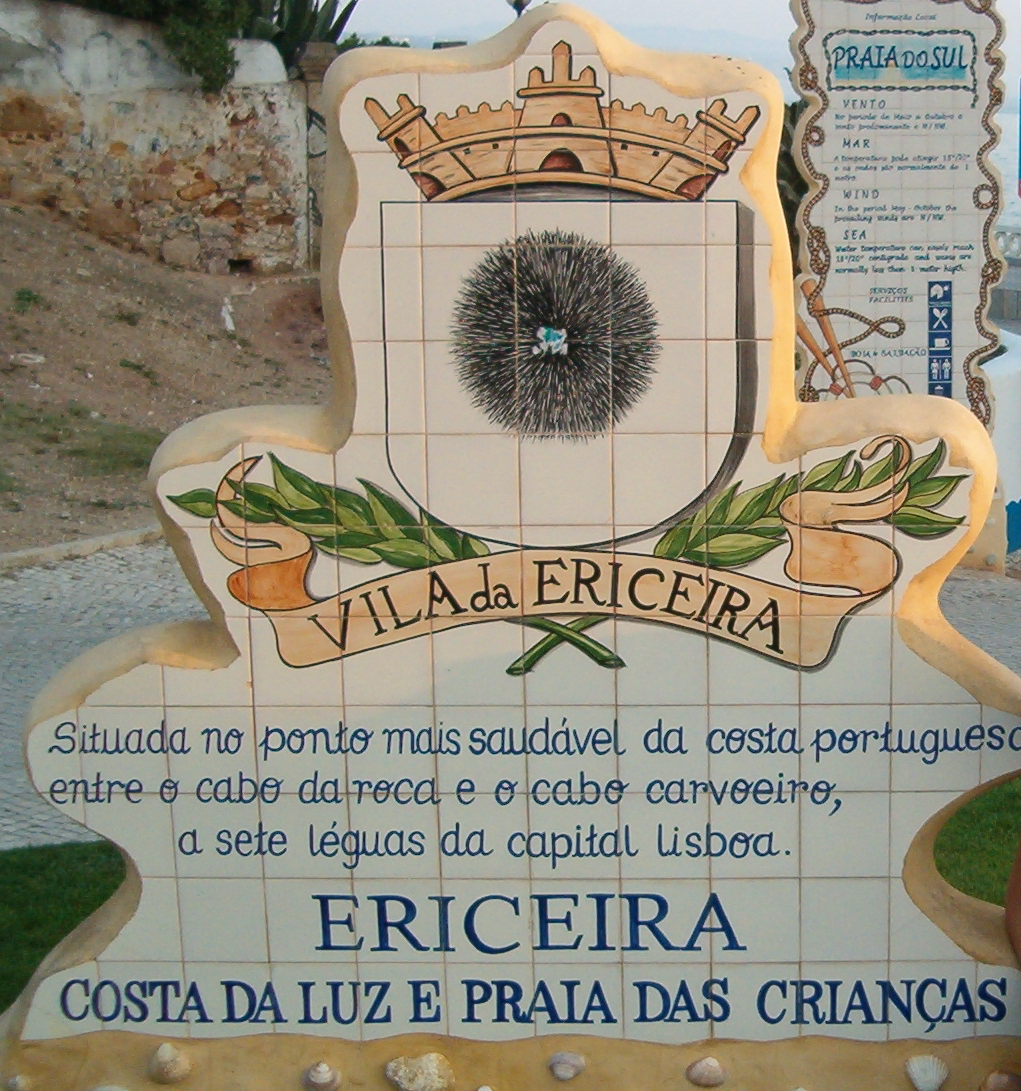
Lo stemma di Ericeira in azulejo all'entrata della località

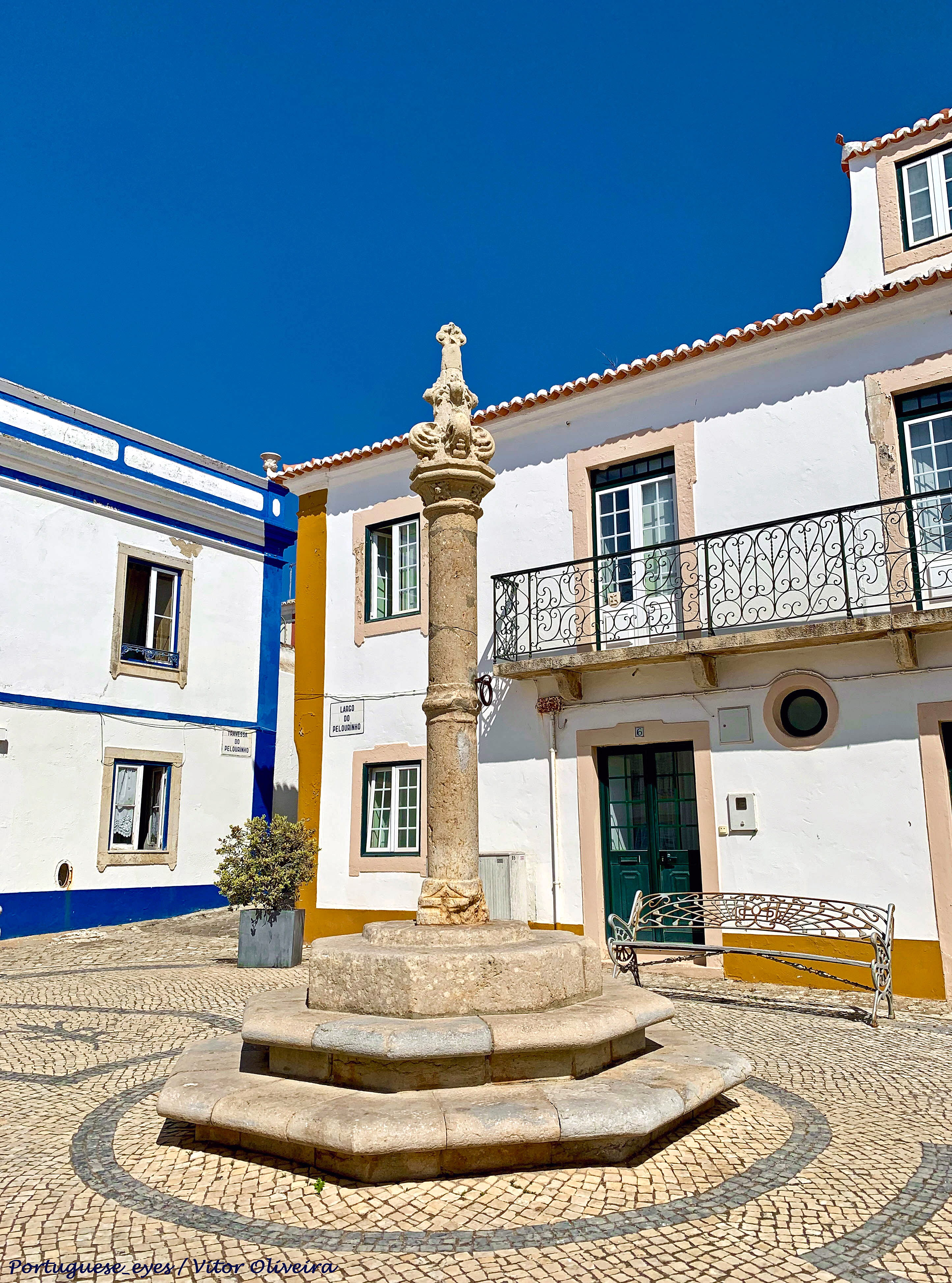
Ericeira: Largo do Pelourinho con al centro la gogna

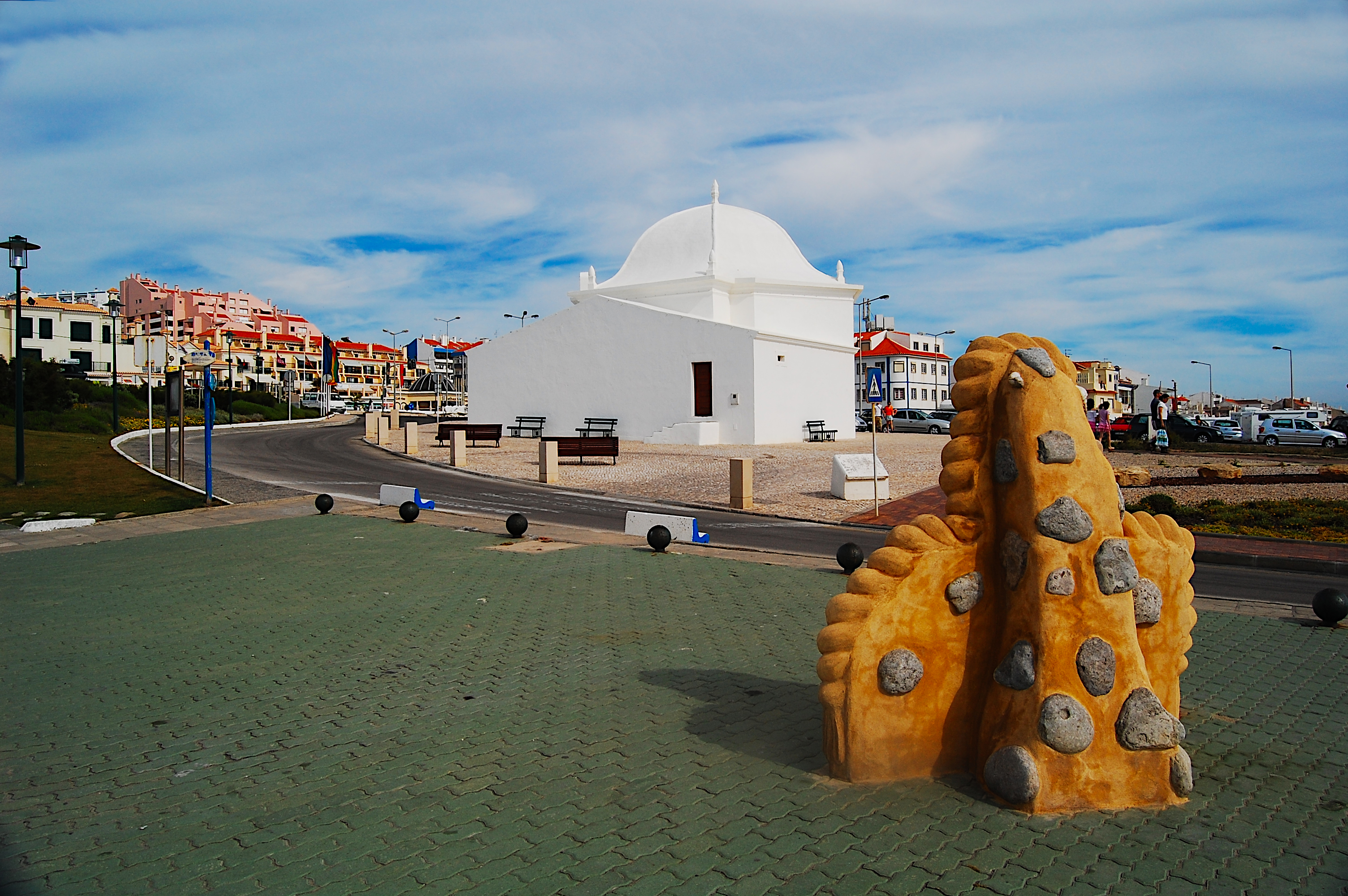
Ericeira: la cappella di San Sebastiano

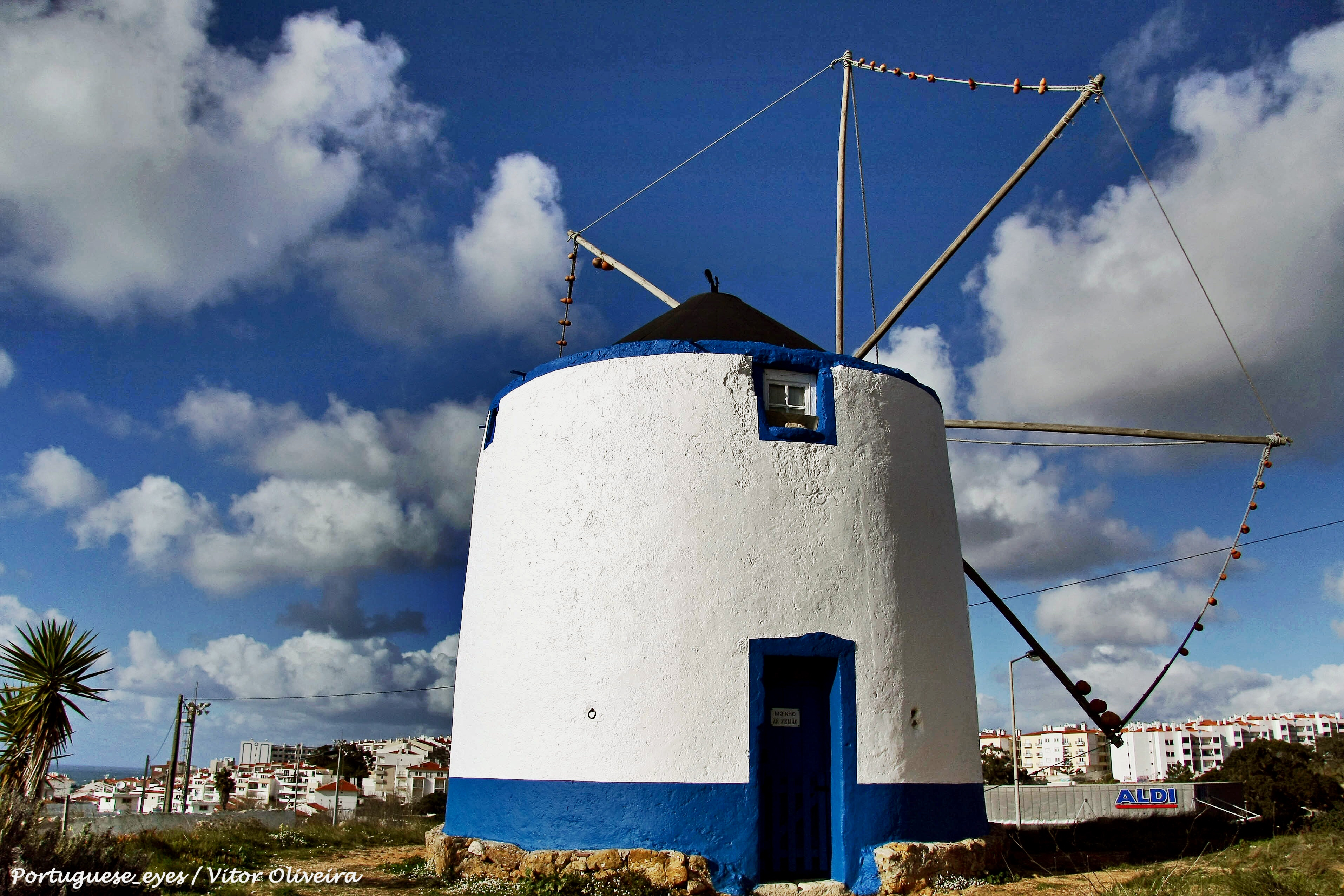
Mulino a vento a Ericeira

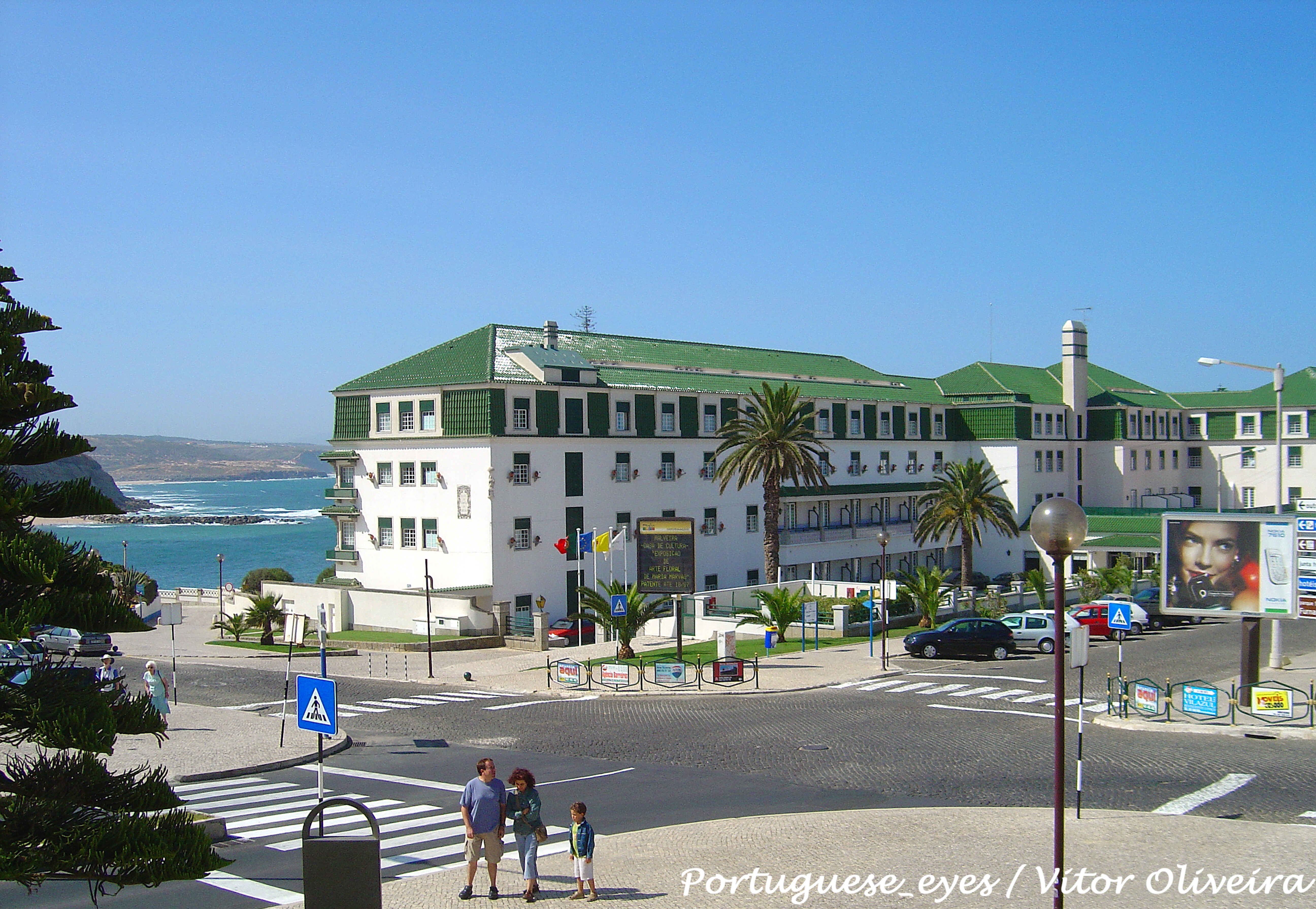
Un albergo a Ericeira

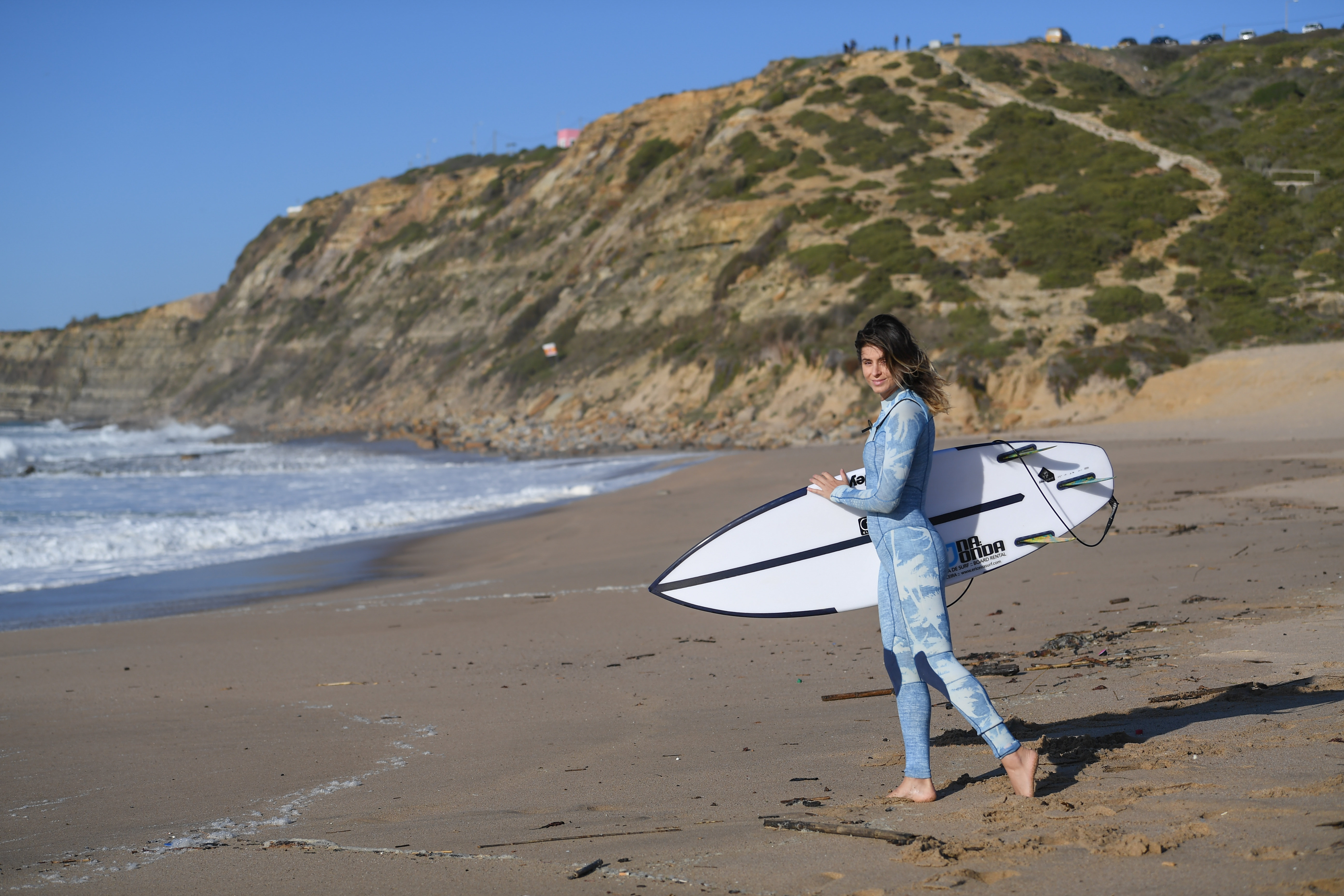
La surfista professionista Anastasia Ashley nella spiaggia di Foz do Lizandro a Ericeira

Ericeira (pron.:  /eɾiˈsɐjɾɐ/) è un centro balneare e villaggio di pescatori sull'Oceano Atlantico del Portogallo centrale, situato nella regione storica dell'Estremadura e facente parte del distretto di Lisbona e della municipalità di Mafra. Conta una popolazione di circa 10 000 abitanti.
È considerata la "capitale" europea del surf, essendo l'unica località del continente inserita tra le World Surfing Reserves (WSR) ed è al secondo posto al mondo per la pratica di questo sport secondo la classifica di Save the Wave Coalition.

## Geografia fisica
Ericeira è una freguesia di Mafra. Situata sulla costa, confina a sud con la freguesia di Carvoeira e a nord con quella di Santo Isidoro. Da Lisbona dista circa 35 km e da Sintra circa 18 km.

## Origini del nome
Il toponimo Ericeira contiene la parola portoghese ouriço, che significa "riccio", e quindi il suo significato è quello di "terra dei ricci".

## Storia
Ericeira è citata per la prima volta in un foral (documento che in Portogallo certificava l'istituzione di un comune) nel 1229, ma le sue origini risalgono probabilmente al 1000 a.C.
Il 5 ottobre 1910, fuggì in esilio a Ericeira l'ultimo re del Portogallo, Manuele II, dopo la proclamazione della Repubblica.

## Monumenti e luoghi d'interesse

### Architetture religiose

#### Chiesa di San Pietro
Tra i principali edifici religiosi di Ericeira, figura la chiesa parrocchiale dedicata a San Pietro, le cui origini risalgono al 1446.

#### Cappella di San Sebastiano
Altro storico edificio religioso di Ericeira è la cappella dedicata a San Sebastiano, eretta nel XV secolo e ricostruita nel XVII secolo.

### Architetture civili

#### Gogna di Ericeira
Celebre monumento di Ericeira è poi l'antica gogna (pelourinho), situato nel Largo do Pelourinho e risalente probabilmente al XV secolo e modificato nel corso del XX secolo.

### Architetture militari

#### Forte di Nostra Signora della Natività
Altro edificio d'interesse è il Forte di Nostra Signora della Natività (Forte de Nossa Signora da Natividade), risalente al 1706, quando fu costruito in difesa del porto peschereccio.

### Aree naturali
Spiagge
- spiaggia di Algodio
- Baía dos Dois Irmãos, detta "Coxos"
- spiaggia di Empa
- spiaggia di Ericeira
- spiaggia di Foz do Lizandro
- spiaggia di Matadouro
- spiaggia dei Pescatori (Praia dos Pescadores)
- spiaggia Ribeira de Ilhas
- spiaggia del Sud (Praia do Sul)
- spiaggia di São Lourenço
- spiaggia di São Sebastião

## Società

### Evoluzione demografica
Al censimento del 2011, la freguesia di Ericeira contava una popolazione pari a 10 260 abitanti, di cui 5292 erano donne e 4968 erano uomini.
La popolazione al di sotto dei 15 anni era pari a 1 869 unità (di cui 1336 erano i bambini al di sotto dei 10 anni), mentre la popolazione dai 65 anni in su era pari a 1 496 unità (di cui 395 erano le persone dagli 80 anni in su).
La località ha conosciuto un notevole incremento demografico rispetto al 2001, quando la popolazione censita era pari 6 597 unità.

## Cultura

### Istruzione

#### Musei

##### Museo di Ericeira
A Ericeira ha sede il Museo di Ericeira, che ospita attrezzature da pesca e riproduzioni di imbarcazioni.

### Eventi
Tra i principali eventi di Ericeira vi è la Festa dei pescatori, celebrata il 16 agosto e durante la quale ha luogo una processione con fiaccolata che giunge fino al porto e che si conclude con la benedizione delle barche.

## Economia

### Turismo
In alta stagione, tra luglio e agosto, la popolazione residente a Ericeira raggiunge le 30 000 unità.

## Sport
Ericeira ospita l'ASP World Tour Surf Championship.